# Comité Internacional de Ciencias Históricas
El Comité Internacional de Ciencias Históricas (International International Committee of Historical Sciences / Comité International des Sciences Historiques, CISH / ICHS) es la principal asociación internacional de Ciencias Históricas. Se estableció como una organización no gubernamental en Ginebra el 14 de mayo de 1926, tras el Congreso de Ciencias Históricas reunido en Bruselas el 15 de abril de 1923.

## Historia
En el momento de su constitución estaban presentes en la Salle de l'Athénée 28 delegados de 19 países:
Alemania, Austria, Béelgica, Brasil, Bulgaria, Checoslovaquia, Dinamarca, España, Estados Unidos, Francia, Italia, Japón, Noruega, Países Bajos, Polonia, Portugal, Rumania, Suecia y Suiza. A causa de una huelga los delegados británicos no pudieron asistir.
Antes de esta fecha se había celebrado ya numerosos congresos internacionales regularmente por lo que la creación del CISH supone la puesta en escena de una organización permanente. La Segunda Guerra Mundial interrumpió su actividad y el CISH fue reconstituido en 1948.
En la actualidad están representados 

## Objetivos
Como entidad no gubernamental, fue creada para promover las ciencias históricas por medio de la cooperación internacional, defendiendo la libertad de pensamiento y expresión dentro del ámbito de la investigación histórica y velando por el respeto de la deontología profesional de sus miembros.

## Composición
Está compuesto por comités nacionales y organizaciones afiliadas internacionales dedicadas a la investigación y publicación académica en todas las áreas de conocimiento de los estudios históricos. Actualmente hay 51 comités nacionales y 30 asociaciones internacionales miembros del CICH. En la actualidad, la organización abarca un total de cincuenta y tres países, siendo la principal institución académica de estas características. 
Además de la Asamblea General anual, su principal actividad es la organización cada cinco años del "Congreso Internacional de Ciencias Históricas", que viene organizándose desde 1898. La última (22.ª) tuvo lugar en agosto de 2015 en Jinan (China); la próxima (23.ª) está prevista para junio de 2020 en Poznan (Polonia).
El consejo actual está compuesto por:
| Nombre                | Entidad                                                                            | Cargo                |
| --------------------- | ---------------------------------------------------------------------------------- | -------------------- |
| Catherine Horel       | Centro Nacional de Investigación Científica, Universidad Paris 1 Panthéon-Sorbonne | Presidencia          |
| Eliana Dutra          | Universidad de Minas Gerais                                                        | Vicepresidencias     |
| Krzysztof Makowski    | Universidad de Poznan                                                              | Vicepresidencias     |
| Eduardo Tortarolo     | Universidad de Piamonte oriental                                                   | Secretaria general   |
| Sacha Zala            | Universidad de Berna                                                               | Tesorería            |
| Joel Harrington       | Universidad de Vanderbilt                                                          | Miembros ordinarios  |
| Matthias Middell      | Universidad de Leipzig Instituto de Estudios Globales y Europeos                   | Miembros ordinarios  |
| Hirotaka Watanabe     | Universidad de Tokio                                                               | Miembros ordinarios  |
| Gunlög Fur            | Institutionen för kulturvetenskaper Universidad Linneo                             | Miembros ordinarios  |
| Nuno Gonçalo Monteiro | Instituto de Ciências Sociais Universidad de Lisboa                                | Miembros ordinarios  |
| Katalin Szende        | Universidad Central Europea                                                        | Miembros ordinarios  |
| Andrea Giardina       | Scuola Normale Superiore Pisa                                                      | Presidente honoraria |

Concede, desde 2015, el Premio Internacional de Historia del CISH, Jaeger-LeCoultre, al "historiador que se ha distinguido en el campo de la Historia (Historiografía) por sus obras, publicaciones o docencia, y haya contribuido significativamente al desarrollo del conocimiento histórico", considerado el "Premio Nobel" en Ciencias Históricas, consistente en una Medalla realizada por el grabador francés Nicolas Salagnac en un dibujo del artista ruso Yuri Vishnevsky (en 2015) y la esfera de un reloj con el emblema. En 2015 el premio fue para Serge Gruzinski (Escuela de Altos Estudios en Ciencias Sociales y CNRS, París, Francia) y en 2016 se otorgó el Premio Internacional de Historia CISH a Gábor Klaniczay (profesor de Estudios Medievales de la Universidad Central Europea, Budapest) por la excelencia de sus obras.

## Congresos Internacionales de Ciencias Históricas
| Número | Lugar         | Año  |
| ------ | ------------- | ---- |
| I      | La Haya       | 1898 |
| II     | Roma          | 1903 |
| III    | Berlín        | 1908 |
| IV     | Londres       | 1913 |
| V      | Bruselas      | 1923 |
| VI     | Oslo          | 1928 |
| VII    | Varsovia      | 1933 |
| VIII   | Zúrich        | 1938 |
| IX     | París         | 1950 |
| X      | Roma          | 1955 |
| XI     | Estocolmo     | 1960 |
| XII    | Viena         | 1965 |
| XIII   | Moscú         | 1970 |
| XIV    | San Francisco | 1975 |
| XV     | Bucarest      | 1980 |
| XVI    | Stuttgart     | 1985 |
| XVII   | Madrid        | 1990 |
| XVIII  | Montreal      | 1995 |
| XIX    | Oslo          | 2000 |
| XX     | Sídney        | 2005 |
| XXI    | Ámsterdam     | 2010 |
| XXII   | Shanghái      | 2015 |
| XXIII  | Poznań        | 2022 |

### Vídeos
- Historiador francés gana primer premio del ICHS

- Datos: Q1114898